# Armand MacAndrew
Armand MacAndrew (Paramaribo, 30 oktober 1972) was een Nederlandse profvoetballer die tot 2006 betaald voetbal gespeeld heeft bij BV Veendam.
Bij Noordster begon MacAndrew als jeugdspeler. Zijn debuut in het betaalde voetbal maakte de middenvelder in 1991 bij BV Veendam. Hij groeide uit tot een vaste speler binnen de selectie en voornamelijk de basis van de club. MacAndrew bleef BV Veendam zijn gehele carrière trouw en werd in augustus 2005 gehuldigd toen hij zijn 300e wedstrijd voor de club speelde.

## Statistieken
| seizoen    | club       | land      | competitie     | wed. | goals |
| ---------- | ---------- | --------- | -------------- | ---- | ----- |
| 1991/92    | BV Veendam | Nederland | Eerste divisie | 7    | 0     |
| 1992/93    | BV Veendam | Nederland | Eerste divisie | 24   | 1     |
| 1993/94    | BV Veendam | Nederland | Eerste divisie | 27   | 1     |
| 1994/95    | BV Veendam | Nederland | Eerste divisie | 27   | 0     |
| 1995/96    | BV Veendam | Nederland | Eerste divisie | 32   | 1     |
| 1996/97    | BV Veendam | Nederland | Eerste divisie | 27   | 1     |
| 1997/98    | BV Veendam | Nederland | Eerste divisie | 13   | 0     |
| 1998/99    | BV Veendam | Nederland | Eerste divisie | 13   | 0     |
| 1999/00    | BV Veendam | Nederland | Eerste divisie | 18   | 0     |
| 2000/01    | BV Veendam | Nederland | Eerste divisie | 23   | 0     |
| 2001/02    | BV Veendam | Nederland | Eerste divisie | 24   | 0     |
| 2002/03    | BV Veendam | Nederland | Eerste divisie | 23   | 0     |
| 2003/04    | BV Veendam | Nederland | Eerste divisie | 22   | 1     |
| 2004/05    | BV Veendam | Nederland | Eerste divisie | 30   | 0     |
| 2005/06    | BV Veendam | Nederland | Eerste divisie | 0    | 0     |
| Bijgewerkt | 31-07-2005 |           |                |      |       |